# Mikael Bengtsson (fotbollsspelare)
Mikael Bengtsson, född 5 december 1981 i Malmö, är en svensk fotbollsspelare. Han är vänsterback och spelar i Landskrona BoIS.
Bengtsson började i Malmö FF där han ingick i samma årskull som Zlatan Ibrahimović. Efter flytt till Höllviken fortsatte han i Höllvikens GIF 1994. Höllvikens GIF gick ihop med BK Näset och 2004 gick laget, med Mikael Bengtsson, upp i division 3. Inför säsongen 2005 gick han så till Trelleborgs FF där han spelade tillsammans med sin mer meriterade bror Rasmus Bengtsson. I TFF slog han igenom med hjälp av sin känsliga vänsterfot men han lyckades aldrig bli helt ordinarie, bland annat på grund av en korsbandsskada, och han lämnade TFF för spel i Superettan 2010 med Landskrona BoIS.